# Mérgezett értékpapír
A pénzügyekben a mérgezett értékpapír kifejezés olyan hitelbiztosítékot jelent, amely jelzálog- és másodlagos jelzálogkölcsönök értékpapírosításából származik, és amelyet a bankok alacsony kockázatú pénzügyi kötvényként értékesítenek ügyfeleiknek (beleértve gyakran még a befektetési alapokat is), de amelyek rossznak bizonyultak gyenge minőségük vagy teljes értékvesztésük miatt, mivel a hitelt ajánló és a minősítő intézetek (úgynevezett hitelminősítő ügynökségek) alábecsülték azt a kockázatot, amelynek ezek a pénzügyi eszközök ki voltak téve.

## Leírása
A mérgezett (toxikus) kifejezés jelentése a pénzügyekben folyamatosan alakult ki, mintha a másodlagos jelzáloghitel-válság hajnalán, 2007 őszén egy mérgezezett értékpapírt azonosítottak volna egy túl bonyolult szerkezetű, átláthatatlan és hiányos értékpapírosítás és hiányos nyilvános információk mellett, amelyek megnehezítik és bizonytalanná teszik az értékelést, ma a piac széles körű bizalmi válsága miatt és a mérgezett értékpapírok leértékelődésétől való félelem miatt kiterjed minden értékpapírra, még akkor is, ha kiváló eszközök garantálják azok minőségét. A strukturált és értékpapírosított termékek másodlagos piacán az árak összeomlottak, megerősítve a burjánzó toxicitás tézisét. Az eladások felülmúltak minden olyan kötvényt, amely nem túl likvid, tisztességes áron nehezen értékesíthető: az illikvid és a mérgezett között egyre kisebb a különbség.

## Csaló értékpapírok
Az Amerikai Egyesült Államokban Richard S. Fuld, Jr. állt annak a szövetségi vizsgálatnak a középpontjában 2008 októberében, amely arra irányult, hogy megállapítsák, vajon a Lehman vezetői félrevezették-e a befektetőket a zombibankként meghatározott cég státuszával kapcsolatban, mert az továbbra is talpon maradt annak ellenére, hogy elfogyott a pénze.
A Lehman bank 613 milliárd amerikai dolláros hiányának fő oka a másodlagos jelzáloghitelek kibocsátása volt, vagyis az alacsony gazdasági megbízhatóságú alanyoknak nyújtott ingatlanhitelek, amelyek jelzáloghiteleit több százas csomagokba csoportosították, és eladták a pénzintézeteknek. ad hoc alapítást és tőzsdei bevezetést lebegtetve, így a hitelfizetési késedelemnek a bankra hárulása ódiuma helyett, az a pénzügyi társaságok részvényeinek vásárlóira hárult. Amikor a részvényesek rájöttek, hogy ezeknek az úgynevezett mérgezett részvényeknek nincs értékük, már senki sem akarta megvenni őket.
Időközben az amerikai foglalkoztatási válság megakadályozta, hogy az alacsony gazdasági megbízhatóságúak törleszthessék bankkal szembeni adósságukat, az ezzel járó ingatlanpiaci válság pedig a lakásárak csökkenését idézte elő, így a bank már nem tudta visszaszerezni azt, amije volt, az előleget ház vásárlására, még a jelzáloggal terhelt ingatlan továbbértékesítéséből sem.

## Az olasz helyzet
A Trani köztársasági államügyészség, Antonio Savasta bíró vezetésével nyomozást indított Anna Maria Tarantola és a Bank of Italy hét másik felügyelője, köztük Simonetta Iannotti és Stefano Mieli igazgatók ellen, akik részt vettek azokban a stiklikben, amelyek a bank lefoglalásához vezettek mérgezett pénzügyi termékek miatt, amelyeket a Banco di Napoli, majd az Intesa Sanpaolo csoport hozott forgalomba, és egy esetben a Monte dei Paschi di Siena.
A Moody's és a Standard & Poor's hitelminősítő intézetek ellen is vizsgálat folyt a piacon forgó toxikus értékpapírokra vonatkozó hamis adatokkal való manipulációk miatt.

## Fordítás
- Ez a szócikk részben vagy egészben  a   Titolo tossico című olasz Wikipédia-szócikk ezen változatának fordításán alapul.  Az eredeti cikk szerkesztőit annak laptörténete sorolja fel. Ez a jelzés csupán a megfogalmazás eredetét és a szerzői jogokat jelzi, nem szolgál a cikkben szereplő információk forrásmegjelöléseként.